# René Frémin

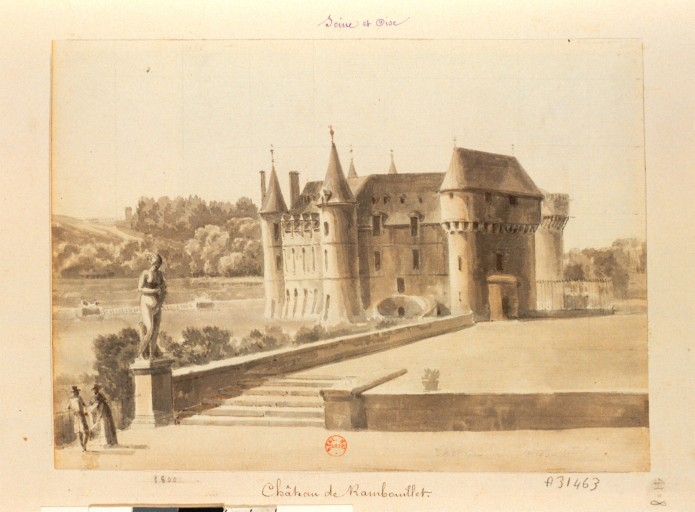
Castillo de Rambouillet - Dibujo de Alexandre-Hyacinthe Dunouy, (1757-1841)

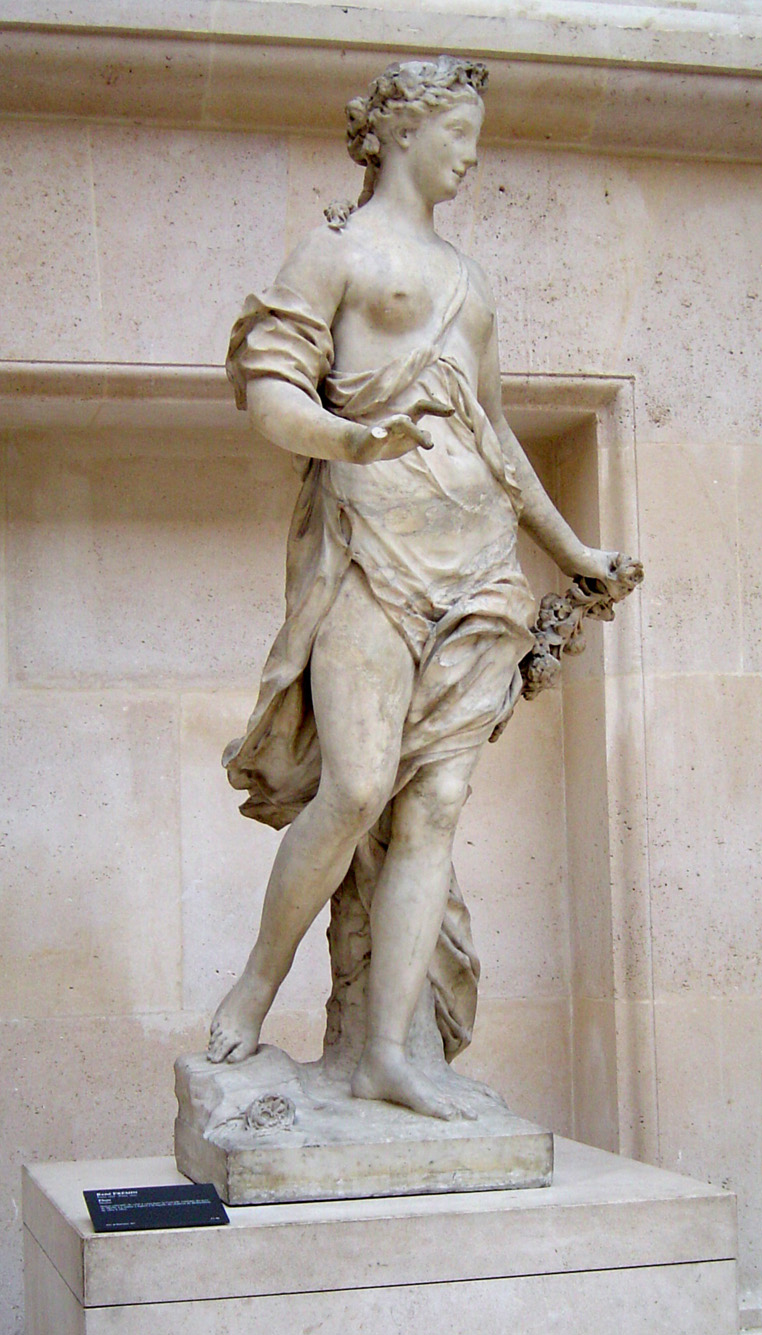
Estatua de "Flora" realizada entre 1706 y 1709 por René Frémin.

René Frémin (1672-1744) fue un escultor francés del periodo Barroco.

## Datos biográficos
Frémin estudió en la Académie Royale de París con François Girardon y Antoine Coysevox . En 1694 ganó el Premio de Roma en la categoría de escultura. A continuación, permaneció entre 1695 y 1699 en la capital italiana. Una vez de vuelta en Francia, realizó las esculturas para el parque que rodea el Palacio de Rambouillet y el salón de los espejos en el castillo de Versalles .
Entre 1721 y 1738 Frémin vivió en Madrid , donde estuvo al servicio del rey español Felipe V, que le encargó la decoración de su palacio, La Granja de San Ildefonso .

## Obras
fuera de Francia por orden del rey felipe V esculpio la fuente de andormeda y perseo y algunas otras más.

### En Francia

#### En elMuseo del Louvre
- Flora, (1706-1709), mármol, obra ejecutada inicialmente para la cascada rústica del parque de Marly. Ocupó un lugar en la fachada del Castillo de Malmaison de 1801 a 1877.

- Compañera de Diana, , es esta una de las compañeras de Diana encargadas para el jardín de Marly, encargada en el periodo 1710-1715, pero datada en 1717. Conservada en el parque de Versailles de 1824 a 1884.

#### En elMuseo Condé
- El rapto de Déjanire por Heracles, pisoteando el río Aqueloo, acostado, 1708, piedra.

### Fuera de Francia
- Busto de mujer , Museo de Arte de Filadelfia